# .223 Remington
Il .223 Remington è una cartuccia creata negli USA negli anni 60 del XX secolo. Prodotta dalla Remington Arms, è molto simile al 5,56 × 45 mm adottato dalla NATO nel 1980. È disponibile in diverse varianti, tra cui FMJ e JHP.

## Storia

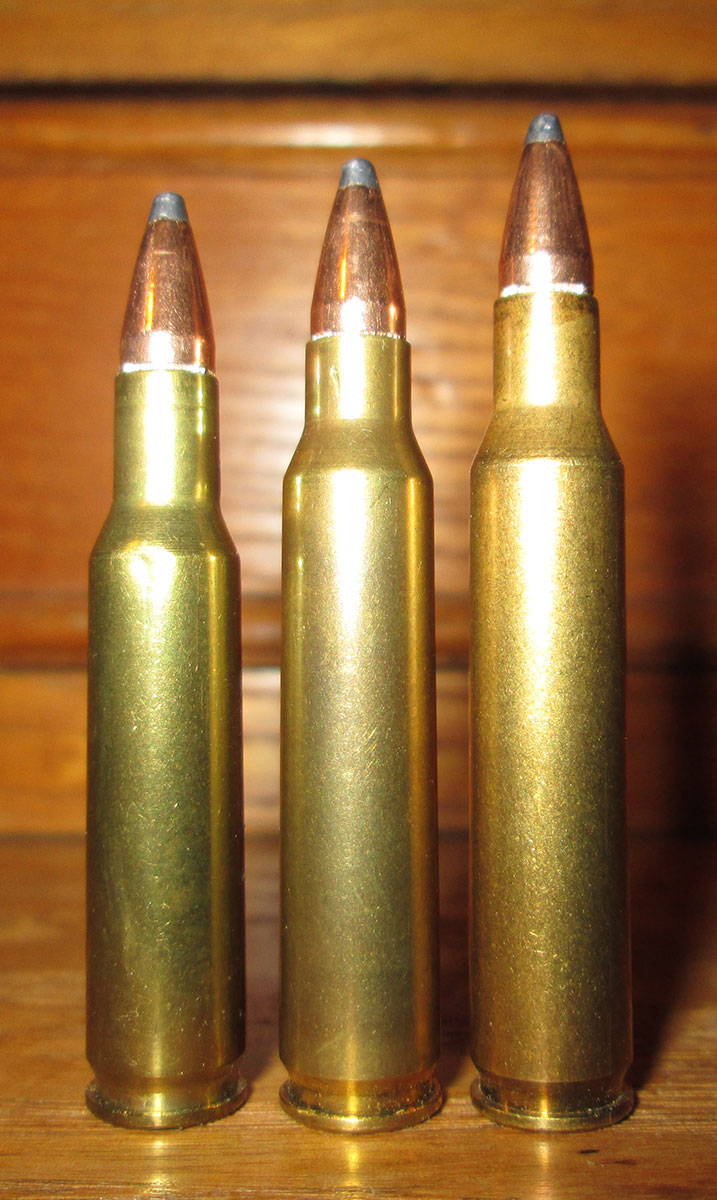
Da sinistra a destra: .222 Remington, .223 Remington e .222 Remington Magnum

Nel 1957 iniziarono i primi progetti circa lo sviluppo di una nuova cartuccia, voluta dallo U.S. Continental Army Command ed alla quale furono invitate a partecipare diverse aziende quali la Remington e Winchester.
I tentativi portarono dapprima al concepimento del modello .222 e del .222 Remington Magnum nel 1958 e successivamente ad un nuovo tipo migliorato, chiamato .223, che entrò in produzione a partire dagli anni '60. Negli USA venne immessa sul mercato civile per la prima volta nel 1963 ed utilizzata nel fucile Remington 760. Nel 1963 venne adottata come munizione per l'M16, in una versione per uso militare denominata M193, e la sua produzione iniziò nel 1964. Nel 1980 la NATO adottò universalmente la cartuccia 5,56 × 45 mm NATO, che andò a sostituire la .223 Remington.

## Caratteristiche
La sua elevata velocità (oltre 950 m/sec alla bocca) unita alla sua instabilità (che lo fa rotolare sul suo asse una volta colpito il bersaglio), gli permette di causare ferite devastanti e di avere un sufficiente potere di arresto per poter abbattere caprioli, daini e persino cinghiali, è un calibro che riesce a cedere all’interno dei selvatici tutta l’energia disponibile causando danni irreversibili.

## Il confronto con il 5,56 × 45 mm NATO

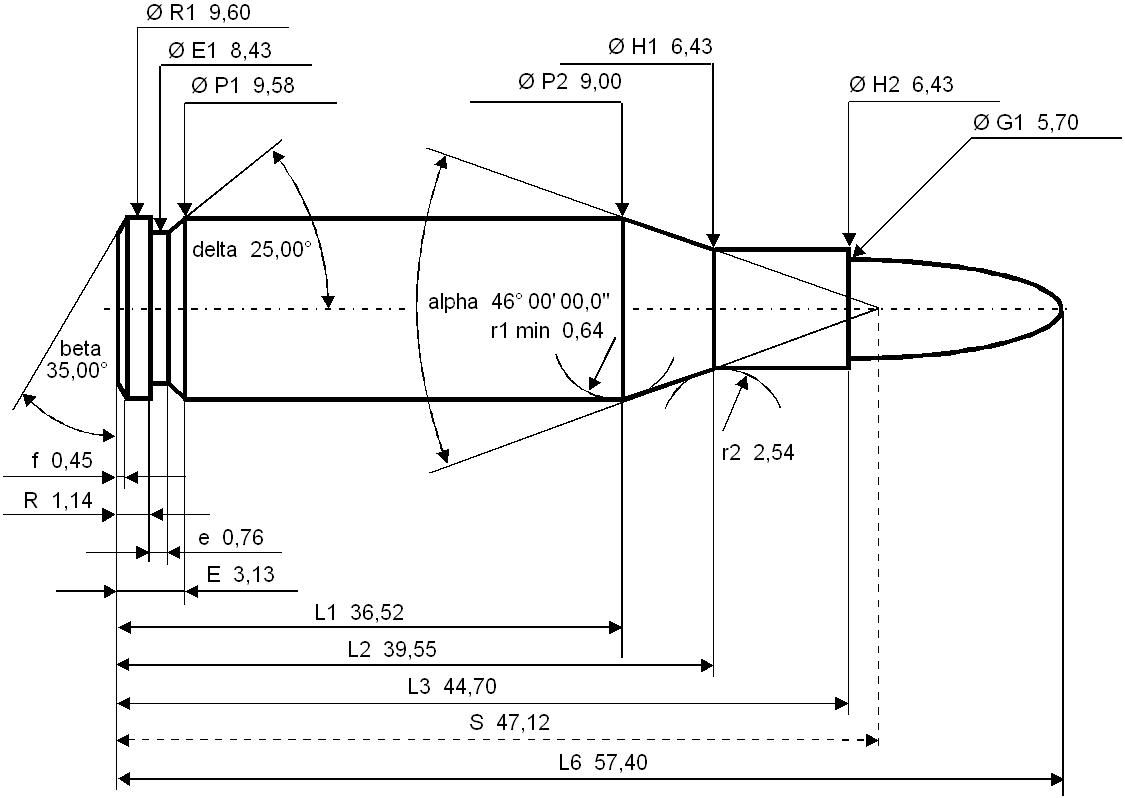
Schema di un proiettile .223 Remington

Pur essendo molto simili, le cartucce NATO e le .223 Remington non sono identiche, le prime infatti possiedono all'interno del proiettile un penetratore d'acciaio che invece è assente nelle seconde, le SS109 sprigionano una maggiore pressione durante lo scoppio (62,366 psi contro i 55,000 psi delle .223 Remington).